# Copa del Generalísimo de baloncesto 1955
La Copa del Generalísimo de baloncesto o el Campeonato de España 1955 fue la número 19.º, donde su final se disputó en el Pabellón de Deportes de la Gran Vía de Barcelona el 5 de junio de 1955.

## Cuartos de final
Los dos equipos que primero obtengan dos victorias acceden a las semifinales. Los partidos se disputaron del 19 al 22 de mayo.

### Grupo I (Barcelona)
| Pos. | Equipo                | PJ | G | P | PF  | PC  | DP  | Pts | Clasificación          |   | JUV | BAR | HEL   | HES   | ESP   | ALC   |
| ---- | --------------------- | -- | - | - | --- | --- | --- | --- | ---------------------- | - | --- | --- | ----- | ----- | ----- | ----- |
| 1    | Juventud de Badalona  | 2  | 2 | 0 | 112 | 55  | +57 | 4   | Acceso a la Fase final |   | —   | –   | –     | 62–34 | –     | 50–21 |
| 2    | CF Barcelona          | 2  | 2 | 0 | 113 | 94  | +19 | 4   | Acceso a la Fase final |   | –   | —   | 55–47 | –     | 58–47 | –     |
| 3    | CN Helios             | 2  | 1 | 1 | 97  | 92  | +5  | 3   |                        |   | –   | –   | —     | –     | 50–37 | –     |
| 4    | CD Hesperia de Madrid | 2  | 1 | 1 | 94  | 105 | −11 | 3   |                        | – | –   | –   | —     | –     | 60–43 |       |
| 5    | Español FJ            | 2  | 0 | 2 | 84  | 108 | −24 | 2   |                        | – | –   | –   | –     | —     | –     |       |
| 6    | Club Alcázar          | 2  | 0 | 2 | 64  | 110 | −46 | 2   |                        | – | –   | –   | –     | –     | —     |       |

 Fuente: Linguasport

### Grupo II (Madrid)
| Pos. | Equipo         | PJ | G | P | PF  | PC  | DP  | Pts | Clasificación          |   | RMA | EST | ESP   | BAZ   | AGU   | AST   |
| ---- | -------------- | -- | - | - | --- | --- | --- | --- | ---------------------- | - | --- | --- | ----- | ----- | ----- | ----- |
| 1    | Real Madrid CF | 2  | 2 | 0 | 133 | 70  | +63 | 4   | Acceso a la Fase final |   | —   | –   | –     | 66–43 | –     | 67–27 |
| 2    | CB Estudiantes | 2  | 2 | 0 | 120 | 96  | +24 | 4   | Acceso a la Fase final |   | –   | —   | 63–59 | –     | 57–37 | –     |
| 3    | RCD Español    | 2  | 1 | 1 | 116 | 101 | +15 | 3   |                        |   | –   | –   | —     | –     | 57–38 | –     |
| 4    | EN Bazán       | 2  | 1 | 1 | 122 | 114 | +8  | 3   |                        | – | –   | –   | —     | –     | 79–48 |       |
| 5    | Águilas FJ     | 2  | 0 | 2 | 75  | 114 | −39 | 2   |                        | – | –   | –   | –     | —     | –     |       |
| 6    | CD Astur       | 2  | 0 | 2 | 75  | 146 | −71 | 2   |                        | – | –   | –   | –     | –     | —     |       |

 Fuente: Linguasport

## Fase final
Todos los partidos se disputaron en el Pabellón de Deportes de la Gran Vía de Barcelona.

|  | Semifinales          | Semifinales    |    |                | Final                | Final |  |
|  |                      |                |    |                |                      |       |  |
|  |                      |                |    |                |                      |       |  |
|  | 4 de junio           |                |    |                |                      |       |  |
|  | Juventud de Badalona | 54             |    |                |                      |       |  |
|  | CB Estudiantes       | 42             |    |                |                      |       |  |
|  |                      |                |    |                |                      |       |  |
|  |                      |                |    |                | 5 de junio           |       |  |
|  |                      |                |    |                | Juventud de Badalona | 59    |  |
|  |                      | Real Madrid CF | 44 |                |                      |       |  |
|  |                      |                |    |                |                      |       |  |
|  |                      |                |    |                |                      |       |  |
|  |                      |                |    |                | Tercer lugar         |       |  |
|  | 4 de junio           | 4 de junio     |    | 5 de junio     | 5 de junio           |       |  |
|  | Real Madrid CF       | 49             |    | CB Estudiantes | 51                   |       |  |
|  | CF Barcelona         | 39             |    |                | CF Barcelona         | 56    |  |

### Final
| 5 de junio de 1955 | Juventud de Badalona               | 59–44 | Real Madrid CF                             |                                                                                |  |
|                    | Marcador por tiempos: 24–23, 35–21 |       |                                            |                                                                                |  |
|                    | Estadísticas Josep Brunet 21       | Pts   | Estadísticas Carlos Bea y Arturo Imedio 13 | Pabellón: Pabellón de Deportes de la Gran Vía, Barcelona Árbitros: Vaca Nistal |  |

| Campeón de la Copa del Generalísimo 1955 |
| ---------------------------------------- |
| Juventud de Badalona 3.º título          |